# رومن بلنژه
رومن بلنژه (انگلیسی: Romain Bellenger; ۱۸ ژانویهٔ ۱۸۹۴ – ۲۵ نوامبر ۱۹۸۱) دوچرخه‌سوار اهل فرانسه بود.